# روبرت هينريتش فاغنر
روبرت هينريتش فاغنر (بالألمانية: Robert Heinrich Wagner)‏ هو سياسي ألماني، ولد في 13 أكتوبر 1895 في إبرباخ في ألمانيا، وتوفي في 14 أغسطس 1946 في ستراسبورغ في فرنسا بسبب إعدام رميا بالرصاص. حزبياً، نشط في الحزب النازي. وقد انتخب عضو مجلس النواب الألماني من ألمانيا النازية.

## روابط خارجية
- روبرت هينريتش فاغنر على موقع مونزينجر (الألمانية)